# Геммерфест. Северное сияние
«Геммерфест. Северное сияние» — картина русского художника Константина Коровина (1861—1939), написанная в 1894—1895 годах. Картина является частью собрания Государственной Третьяковской галереи. Размер картины — 175,6 × 106,7 см.

## История и описание
Картина была задумана во время поездки Коровина (вместе с художником Валентином Серовым) на север России и в Скандинавию в 1894 году, которая была организована русским предпринимателем и меценатом Саввой Мамонтовым. В ходе этой поездки они посетили Хаммерфест — один из самых северных городов Норвегии и всей Европы, название которого в то время переводилось на русский язык как «Геммерфест» или «Гаммерфест». Поэтому употребляются также другие названия этой картины — «Гаммерфест. Северное сияние» и «Хаммерфест. Северное сияние».
Эта картина, оконченная в 1895 году, является своеобразным обобщением северных этюдов Коровина и считается наиболее значительным произведением северного цикла его работ.
Картина выставлялась на выставке «Константин Коровин. Живопись. Театр. К 150-летию со дня рождения», которая проходила с 29 марта по 12 августа 2012 года в выставочном зале ГТГ на Крымском валу.

## Отзывы
Искусствовед Раиса Власова так писала об этой картине в своей книге, посвящённой Коровину:
Строгие очертания норвежских домов и лодки с оголёнными мачтами, освещённые причудливым светом северного сияния, тёмная холодная мерцающая вода, углублённая отражением призрачных столбов света, создают характерный образ Гаммерфеста в его неповторимом своеобразии. Это обобщённое представление о северном городе и в то же время о северной природе, по своему подобию определившей жизнь человека. Узкие и высокие дома напоминают огромные голые скалы, сжимающие город. Это впечатление усиливается благодаря подчёркнуто вытянутому формату картины, а также ряду вертикалей, составляющих основной её ритм: вертикалью, образованной резкой гранью дома слева, вертикалью, составленной из тёмных отверстий его окон в три яруса, почти сливающихся в одну линию, шпилем, мачтой лодки и столбами света северного сияния.